# 메셀슨과 스탈의 실험
메셀슨과 스탈의 실험(영어: Meselson-Stahl experiment)은 매튜 메셀슨과 프랭클린 스탈이 1958년에 수행한 실험으로 DNA가 반보존적으로 복제된다는 왓슨과 크릭의 가설을 증명한 실험이다. 반보존적 복제에서 DNA의 두 가닥은 풀려서 각 가닥을 주형으로 해서 상보적인 새로운 가닥이 합성된다. 따라서 복제된 후의 DNA에서 한 가닥은 주형 가닥이고 나머지 한 가닥은 새로 합성된 가닥이다. 메셀슨과 스탈의 실험은 "생물학에서 가장 아름다운 실험"이라고 불려왔다. 메셀슨과 스탈은 주형이 되는 DNA를 표지하는 가장 좋은 방법은 주형이 되는 DNA의 원자 중 하나를 변경하는 것이라고 생각했다. 질소는 각 뉴클레오타이드의 질소 염기에서 발견되기 때문에 질소의 동위 원소를 사용하여 주형 가닥과 새로 합성된 가닥을 구분하기로 하였다. 15N은 14N에 비해 원자핵에 중성자를 하나 더 가지고 있기 때문에 질량이 더 무겁다.

## 같이 보기
- DNA
- 반보존적 복제